# TRPV1
一過性受容体電位カチオンチャネルサブファミリーVメンバー1 (Transient receptor potential cation channel subfamily V member 1 TrpV1、カプサイシン受容体およびバニロイド受容体1としても知られる) はタンパク質であり、(ヒトでは)TRPV1遺伝子によってコードされる。これは、一過性受容体電位バニロイド受容体タンパク質の最初の単離されたメンバーであり、同様に一過性受容体電位タンパク質グループのサブファミリーである。このタンパク質は、イオンチャネルの一過性受容体電位ファミリーのTRPVグループのメンバーである。
TRPV1の機能は、体温の検出と調節である。加えて、TRPV1はヤケドのような熱と痛みの感覚 (痛覚、en:Nociception) を提供する。一次求心性感覚ニューロンは、en:TRPA1(化学刺激受容体)と協力し有害な環境刺激の検出を仲介する。

## 機能
TRPV1は哺乳類の体性感覚系によって使用されるメカニズムまたはその要素である。それはさまざまな外因性および内因性の物理的および化学的刺激によって活性化される可能性がある非選択的カチオン(陽イオン)チャネルである。TRPV1の最もよく知られている活性化因子は: 43 °C (109 °F)以上の温度; 酸性の状態; カプサイシン (唐辛子に含まれる刺激性化合物); およびアリル・イソチオシアネート(イソチオシアン酸アリル, からし(マスタード)やワサビに含まれる辛味成分)。TRPV1の活性化は痛みを伴う、灼熱感をもたらす。その内因性活性化因子には: 低いpH (酸性の状態)、内因性カンナビノイド・アナンダミド、N-oleyl-dopamine、およびN-アラキドノイルドーパミン。TRPV1受容体は主に末梢神経系の侵害受容性(痛覚)ニューロンに見られるが、しかしそれらは中枢神経系を含む、他の多くの組織でも報告されている。TRPV1は痛み (侵害受容)の伝達と調節、およびさまざまな痛みを伴う刺激の統合に関与している。

### 感作
(高温などの)有害な刺激に対するTRPV1の感受性は静的ではない。組織の損傷とそれに伴う炎症が起こると、多数の(さまざまなプロスタグランジンやブラジキニンなどの)炎症メディエーターが放出される。これらのエージェント(作用薬)は侵害刺激に対する侵害受容器の感受性を高める。これは痛みを伴う刺激に対する感受性の増加 (痛覚過敏) または痛みを伴わない刺激に対する反応における痛みの感覚 (アロディニア) として顕在化する。ほとんどの感作性炎症誘発エージェント(英: sensitizing pro-inflammatory agents)はホスホリパーゼC経路を活性化する。プロテインキナーゼCによるTRPV1のリン酸化はTRPV1の感作において役割を果たすことが示されている。PLC-ベータによるPIP2の裂開は、TRPV1の脱抑制をもたらす可能性があり、結果として、侵害刺激に対するTRPV1の感受性に寄与する。

### 脱感作
カプサイシンに長時間暴露されると、TRPV1の活性が低下し、脱感作と呼ばれる現象が起こる。この現象には細胞外カルシウムイオンが必要であり、したがってカルシウムの流入とそれに伴う細胞内カルシウムの増加がこの効果を媒介する。PKAおよびPKCによるリン酸化、カルモジュリンとの相互作用、カルシニューリンによる脱リン酸化、およびPIP2の減少などのさまざまなシグナル伝達経路が、TRPV1の脱感作の調節に関与している。TRPV1の脱感作はカプサイシンのパラドキシカルな鎮痛効果の根底にあると考えられている。

## 臨床的な意義

### 末梢神経系
その侵害受容への関与の結果として、TRPV1は鎮痛剤の開発のターゲットとなっている。3つの主要な戦略が使用されている:

### TRPV1の用途
TRPV1受容体は生命体が温度変化をどのように感知できるかを測定できるようにするのに役立つ。ラボで受容体をマウスから除去すると、周囲温度の違いを検出できなくなるかもしれない。製薬分野では、これは炎症性疾患もしくは激しい灼熱痛を抱える患者に熱受容体をブロックすることで、痛みを伴わずに治癒する機会を与えることを可能にする。TRPV1受容体の欠損は、熱は大量の十分な投与量で大抵の生物を殺すことができるので、発達中の脳を垣間見ることができ、したがって、この除去プロセスは研究者に熱を感知できないことが生命体の生存可能性にどのように有害になる可能性があるかを示し、その後、これを人間の熱中症に置き換える。

### 免疫細胞におけるTRPV1
TRPV1はニューロンだけでなく免疫細胞でも重要な役割を果たしている。TRPV1の活性化は炎症性サイトカインおよびケモカインの放出と貪食能などを含む免疫応答を調節する。しかしながら、免疫細胞におけるTRPV1の役割はは完全には理解されておらず現在熱心に研究されている。TRPV1は免疫細胞で発現する唯一のTRPチャネルではない。TRPA1、TRPM8、およびTRPV4は、免疫細胞でも研究されている最も関連性の高いTRPチャネルである。
TRPV1の発現は適応免疫細胞と同様に自然免疫細胞でも確認された。TRPV1は、単球、マクロファージ、樹状細胞、Tリンパ球、ナチュラル・キラー(NK)細胞、好中球に見られる。TRPV1は、免疫細胞のパフォーマンスに影響を与える可能性がある、より高い温度とより低いpHを感知するため、免疫細胞の機能において潜在的に非常に重要であると言われている。

#### TRPV1と適応免疫
TRPV1はT細胞の重要な膜チャネルでありカルシウム・カチオンの流入を調節する。TRPV1の関与は主にT細胞受容体シグナル伝達(シグナリング)、T細胞活性化およびTCRを介したカルシウム・イオンの流入だが、T細胞サイトカイン産生にも関与している。実際、TRPV1ノックアウトを伴うT細胞は、TCRを介したT細胞の活性化後にカルシウムの取り込み障害を示すため、したがってNF-κBやNFATなどのシグナル伝達経路の調節不全を示す。

#### TRPV1と自然免疫
自然免疫に関しては、カプサイシンによるTRPV1の活性化はマクロファージによる亜硝酸ラジカル、スーパーオキシド・アニオン、過酸化水素の生成を抑制することが示されている。
さらに、カプサイシンの投与、とそれに続くTRPV1の活性化は、樹状細胞における貪食を抑制する。マウスモデルでは、TRPV1は樹状細胞の成熟と機能に影響を与えるが、ただし、人間におけるこの効果を明らかにするには、さらなる研究が必要である。好中球では、サイトゾルのカルシウム陽イオンの増加はプロスタグランジンの合成をもたらす。カプサイシンによるTRPV1の活性化は細胞内へのカルシウムイオンのより高い流入により好中球の免疫応答を調節する。
TRPV1は多くの炎症性疾患における新規治療薬とも考えられている。複数の研究はTRPV1が慢性喘息、食道炎、関節リウマチ、癌などのいくつかの炎症性疾患の転帰(アウトカム)に影響を与えることを証明した。TRPV1のアゴニストとアンタゴニストを使用した研究は、それらの投与が実際に炎症の経過を変えることを示している。ただし、現時点では、TRPV1の活性化がどのタイプの炎症誘発性または抗炎症性反応を誘発するかについて矛盾する証拠がたくさんある。さらなる研究を行う必要がある。一方、炎症性疾患におけるTRPV1の影響はむしろ免疫細胞、ニューロン、および他の細胞タイプ (上皮細胞など) との間の相互作用なのでおそらく免疫細胞だけに限定されないことを強調することが重要である。

### TRPV1と癌
TRPV1はいくつかのタイプの癌(e.g.、膵臓癌および結腸腺癌)で過剰発現していることが判明した。これは特定のタイプの癌はカプサイシン誘発性 (および他のバニロイド誘発性) 細胞死によって媒介される細胞死を起こしやすい可能性があることを示唆する。実際、研究はチリ(唐辛子)ベース食品の消費(量)と癌を加えた全死因死亡率との逆相関を示している。チリベースの食品の消費によるこの有益な影響はカプサイシノイド含有量に起因していた。
そのアゴニストであるカプサイシンによるTRPV1の活性化はG0-G1細胞停止および白血病細胞株、成人T細胞白血病および多発性骨髄腫におけるアポトーシスを誘発することが示された。カプサイシンは抗アポトーシスタンパク質Bcl-2の発現を低下させ、細胞死の主要な調節因子として知られる腫瘍抑制タンパク質であるp53の活性化も促進する。どちらの場合もカプサイシンのこの効果は、その後前述のアポトーシスにつながる。

### TRPV1と神経炎症
ニューロンと免疫細胞の間の相互作用はよく知られている現象であり、したがって、ニューロンと免疫細胞の両方で発現するため、TRPV1が神経炎症においてその役割を果たしていることは驚くべきことではない。ミクログリアと星状細胞、ニューロンのすぐ近くにある細胞におけるTRPV1の発現の確認にはかなりの重要性が支払われるべきである。神経免疫軸(索)は神経炎症分子の産生と、2つのシステム間で相互作用し外部刺激（または身体自身の病理）に対する複雑な応答を確実にする受容体が存在する場所である。TRPV1の神経炎症への関与を研究することは今後の治療に大きな意義を持つ。
TRPV1を発現する皮膚神経細胞と樹状細胞は互いに近接していることが判明した。ニューロンにおけるTRPV1チャネルの活性化は樹状細胞によるインターロイキン23のその後の産生と、T細胞によるIL-17のさらなる産生に関連している。これらのインターロイキンは病原性真菌（カンジダ・アルビカンスなど）および細菌（黄色ブドウ球菌など）に対する宿主防御にとって重要であり、したがって神経免疫軸のおかげでTRPV1の活性化はこれらの病原体に対するより優れた防御につながる可能性がある。
TRPV1はミトコンドリアが誘導する細胞死を引き起こすそのCa2+シグナル伝達を介して、ミクログリアのオートファジーに関与すると言われている。TRPV1チャネルはミクログリアによる炎症にも影響を与える。 ミクログリアと星状細胞の移動と走化性は細胞骨格とCa2+シグナル伝達を伴うTRPV1の相互作用が影響していると思われる。TRPV1はしたがってミクログリアの機能を介して神経免疫軸にも関与している。
TRPV1はハンチントン病、血管性認知症、パーキンソン病などの神経疾患に保護効果を有することが示された。ただし、その正確な機能についてはさらに調査する必要がある。

## リガンド

### アゴニスト
TRPV1は自然界に由来する多数のアゴニストによって活性化される。カプサイシンやレシニフェラトキシンなどのアゴニストはTRPV1を活性化し、(長期間適用すると)TRPV1活性が低下(脱感作)し、侵害刺激への曝露後の炎症性分子のTRPV1媒介放出におけるその後の減少を介して痛みの緩和につながる。アゴニストは一般にパッチまたは軟膏として、さまざまな形で痛みのある領域に局所的に適用できる。低濃度のカプサイシン (0.025 - 0.075%) を含む、多数のカプサイシン含有クリームが医師の処方が不要(over-the-counter: OTC)で利用可能である。これらの調剤薬が実際にTRPV1脱感作につながるかどうか議論されており; それらが反対刺激を介して作用する可能性がある。より高濃度(最大10%)のカプサイシンを含む新規製剤が治験中である。
皮膚のTRPV1含有ニューロンの退行を引き起こすことによって、30分間の治療で最大3か月の鎮痛効果が得られる事を証明する裏付けとなる証拠を用いて、8%のカプサイシン・パッチが最近臨床で使用できるようになった。現在、これらの治療はそれらの鎮痛効果を維持するために（まれではあるが）定期的に再投与する必要がある。

#### カンナビノイド・リガンド
カンナビノイド・リガンドは次のものが含まれる:
- カンナビジオール(CBD) - アゴニスト[21]
- カンナビゲロール（英語版）, CBG) - アゴニスト[22]
- テトラヒドロカンナビバリン（英語版）, THCV) - アゴニスト[23]
- カンナビゲロバリン（英語版）, CBGV) - アゴニスト[23]

#### N-アシル・アミド
カンナビミメティック受容体を活性化するN-アシル・アミドは次のものが含まれる:
- アナンダミド (AEA)[24]
- N-アラキドノイルドーパミン（英語版）[25]
- N-オレオイルドーパミン[26]
- N-アラキドノイルタウリン[27]
- N-ドコサヘキサエノイルエタノールアミン[28]
- N-ドコサヘキサエノイルGABA[28]
- N-ドコサヘキサエノイルアスパラギン酸[28]
- N-ドコサヘキサエノイルグリシン[28]
- N-ドコサヘキサエノイルセリン[28]
- N-アラキドノイルGABA[28]
- N-リノレイルGABA[28]

#### ビタミンD代謝物
ビタミンD代謝物、カルシフェジオール (25-ヒドロキシ・ビタミンDまたは25OHD) およびカルシトリオール (1,25-ヒドロキシ・ビタミンDまたは1,25OHD) は、TRPV1の内因性リガンドとして機能する。

### 中枢神経系
TRPV1は中枢神経系の高レベルでも発現しており、痛みだけでなく不安などの他の状態の治療の標的としても提案されている。さらに、TRPV1は海馬における長期シナプス抑制(LTD)を仲介するためにも発現する。LTDは記憶形成を助ける反対の長期増強(LTP)とは異なり、新しい記憶を作る能力の低下に関連している。多くのシナプスで発生するLTDとLTPの動的パターンは記憶形成のコードを提供する。長期的な抑圧とそれに続く活動の低下によるシナプスの刈り込みは記憶形成の重要な側面である。ラット脳スライスでは、熱またはカプサイシンによるTRPV1の活性化はLTDを誘発した一方カプサゼピンはLTDを誘発するカプサイシンの能力をブロックした。脳幹 (孤立路核) では、TRPV1は無髄頭蓋内臓求心性神経からのグルタミン酸の非同期的かつ自発的な放出を制御し - 放出プロセスは常温で活性であり、ゆえに痛みを伴う熱でのTRPV1応答とはまったく異なる。したがって、もしかするとてんかんの治療として、中枢神経系におけるTRPV1の調節は治療の可能性があるかもしれない (TRPV1はすでに末梢神経系の鎮痛の標的になっている)。

## 相互作用
TRPV1は以下のものと相互作用することが示されている:
- CALM1[33]、
- SNAPAP[34]、
- そしてSYT9[34]。
- CBD[35]
- AEA[35]
- NPR1[36]
- PKG[36]

## 発見
哺乳類の後根神経節 (DRG) ニューロンは、カプサイシンによって活性化され得る感熱性イオンチャネルを発現することが知られていた。デヴィッド・ジュリアスの研究グループは(そこで)、後根神経節ニューロンで発現する遺伝子のcDNAライブラリーを作成し、HEK-293細胞でクローンを発現させ、カプサイシンに反応して (HEK-293では通常反応し得ない)カルシウムが流入する細胞を探した。数回のスクリーニングとライブラリーの分割の後、1997年にTRPV1チャネルをコードする単一のクローンが最終的に特定された。これは特定された最初のTRPVチャネルであった。ジュリアスは自身の発見により2021年のノーベル生理学・医学賞を受賞した。

## リファレンス
1. ↑  “The capsaicin receptor: a heat-activated ion channel in the pain pathway”. Nature 389 (6653):  816–824. (October 1997). Bibcode: 1997Natur.389..816C. doi:10.1038/39807. PMID 9349813.
2. ↑  “The genomic organization of the gene encoding the vanilloid receptor: evidence for multiple splice variants”. Genomics 76 (1–3):  14–20. (August 2001). doi:10.1006/geno.2001.6582. PMID 11549313.
3. ↑  “International Union of Pharmacology. XLIX. Nomenclature and structure-function relationships of transient receptor potential channels”. Pharmacological Reviews 57 (4):  427–450. (December 2005). doi:10.1124/pr.57.4.6. PMID 16382100.
4. ↑  “Structure of the TRPA1 ion channel suggests regulatory mechanisms”. Nature 520 (7548):  511–517. (April 2015). Bibcode: 2015Natur.520..511P. doi:10.1038/nature14367. PMC 4409540. PMID 25855297.
5. ↑  “Irritant-evoked activation and calcium modulation of the TRPA1 receptor”. Nature 585 (7823):  141–145. (September 2020). Bibcode: 2020Natur.585..141Z. doi:10.1038/s41586-020-2480-9. PMC 7483980. PMID 32641835.
6. ↑  “Cellular and molecular mechanisms of pain”. Cell 139 (2):  267–284. (October 2009). doi:10.1016/j.cell.2009.09.028. PMC 2852643. PMID 19837031.
7. ↑  “Low-cost functional plasticity of TRPV1 supports heat tolerance in squirrels and camels”. Proceedings of the National Academy of Sciences of the United States of America 113 (40):  11342–11347. (October 2016). Bibcode: 2016PNAS..11311342L. doi:10.1073/pnas.1604269113. PMC 5056056. PMID 27638213.
8. ↑  “The capsaicin receptor TRPV1 is a crucial mediator of the noxious effects of mustard oil”. Current Biology 21 (4):  316–321. (February 2011). doi:10.1016/j.cub.2011.01.031. PMID 21315593.
9. ↑  “TRPV1 receptors in the CNS play a key role in broad-spectrum analgesia of TRPV1 antagonists”. The Journal of Neuroscience 26 (37):  9385–9393. (September 2006). doi:10.1523/JNEUROSCI.1246-06.2006. PMC 6674601. PMID 16971522.
10. ↑  “An endogenous capsaicin-like substance with high potency at recombinant and native vanilloid VR1 receptors”. Proceedings of the National Academy of Sciences of the United States of America 99 (12):  8400–8405. (June 2002). Bibcode: 2002PNAS...99.8400H. doi:10.1073/pnas.122196999. PMC 123079. PMID 12060783.
11. ↑  “[Let us be familiar with Hungarian medical literature]”. Orvosi Hetilap 130 (43):  2339. (October 1989). doi:10.1016/s1044-7431(03)00054-x. PMID 2812762.
12. ↑  “Regulation of Ca2+-dependent desensitization in the vanilloid receptor TRPV1 by calcineurin and cAMP-dependent protein kinase”. The Journal of Biological Chemistry 280 (14):  13424–13432. (April 2005). doi:10.1074/jbc.M410917200. PMID 15691846.
13. 1 2  “Functional Role of Transient Receptor Potential Channels in Immune Cells and Epithelia”. Frontiers in Immunology 9:  174. (2018). doi:10.3389/fimmu.2018.00174. PMC 5808302. PMID 29467763.
14. 1 2 3 4 5  “TRPV1 Channels in Immune Cells and Hematological Malignancies”. Ion Channels Down Under. Ion Channels DownUnder. 79. Academic Press. (2017-01-01). 173–198. doi:10.1016/bs.apha.2017.01.002. ISBN 9780128104132. PMID 28528668
15. 1 2 3 4  “Inflammation, Cancer and Immunity-Implication of TRPV1 Channel”. Frontiers in Oncology 9:  1087. (2019-10-16). doi:10.3389/fonc.2019.01087. PMC 6805766. PMID 31681615.
16. 1 2 3  “Modulation of neuroinflammation: Role and therapeutic potential of TRPV1 in the neuro-immune axis”. Brain, Behavior, and Immunity 64:  354–366. (August 2017). doi:10.1016/j.bbi.2017.03.007. PMID 28342781.
17. ↑  Boonen, Brett; Startek, Justyna B.; Talavera, Karel (2016-01-01). Chemical Activation of Sensory TRP Channels. Topics in Medicinal Chemistry. Springer Berlin Heidelberg. pp. 1–41.  doi:10.1007/7355_2015_98.
18. ↑  “Capsaicin (TRPV1 Agonist) therapy for pain relief: farewell or revival?”. The Clinical Journal of Pain 24 (2):  142–154. (February 2008). doi:10.1097/AJP.0b013e318158ed9e. PMID 18209521.
19. ↑  “Qutenza prescribing information”. 2011年11月23日閲覧。
20. 1 2  “Chapter 3 - N-Acyl Amides: Ubiquitous Endogenous Cannabimimetic Lipids That Are in the Right Place at the Right Time” (英語). The Endocannabinoidome. Boston: Academic Press. (2015-01-01). pp. 33–48. doi:10.1016/B978-0-12-420126-2.00003-1. ISBN 978-0-12-420126-2
21. ↑  “Anandamide: some like it hot”. Trends in Pharmacological Sciences 22 (7):  346–349. (July 2001). doi:10.1016/s0165-6147(00)01712-0. PMID 11431028.
22. ↑  “Antitumor activity of plant cannabinoids with emphasis on the effect of cannabidiol on human breast carcinoma”. The Journal of Pharmacology and Experimental Therapeutics 318 (3):  1375–1387. (September 2006). doi:10.1124/jpet.106.105247. PMID 16728591.
23. 1 2  “Effects of cannabinoids and cannabinoid-enriched Cannabis extracts on TRP channels and endocannabinoid metabolic enzymes”. British Journal of Pharmacology 163 (7):  1479–1494. (August 2011). doi:10.1111/j.1476-5381.2010.01166.x. PMC 3165957. PMID 21175579.
24. ↑  “Vanilloid receptors on sensory nerves mediate the vasodilator action of anandamide”. Nature 400 (6743):  452–457. (July 1999). Bibcode: 1999Natur.400..452Z. doi:10.1038/22761. PMID 10440374.
25. ↑  “The biosynthesis of N-arachidonoyl dopamine (NADA), a putative endocannabinoid and endovanilloid, via conjugation of arachidonic acid with dopamine”. Prostaglandins, Leukotrienes, and Essential Fatty Acids 81 (4):  291–301. (October 2009). doi:10.1016/j.plefa.2009.05.026. PMC 2757501. PMID 19570666.
26. ↑  “N-oleoyldopamine, a novel endogenous capsaicin-like lipid that produces hyperalgesia”. The Journal of Biological Chemistry 278 (16):  13633–13639. (April 2003). doi:10.1074/jbc.m211231200. PMID 12569099.
27. ↑  “A FAAH-regulated class of N-acyl taurines that activates TRP ion channels”. Biochemistry 45 (30):  9007–9015. (August 2006). doi:10.1021/bi0608008. PMID 16866345.
28. 1 2 3 4 5 6 7  “Novel endogenous N-acyl amides activate TRPV1-4 receptors, BV-2 microglia, and are regulated in brain in an acute model of inflammation”. Frontiers in Cellular Neuroscience 8:  195. (2014-08-01). doi:10.3389/fncel.2014.00195. PMC 4118021. PMID 25136293.
29. ↑  “TRPV1 channels as a newly identified target for vitamin D”. Channels 15 (1):  360–374. (December 2021). doi:10.1080/19336950.2021.1905248. PMC 8032246. PMID 33825665.
30. ↑  “TRPV1 receptors in the central nervous system: potential for previously unforeseen therapeutic applications”. Current Pharmaceutical Design 14 (1):  42–54. (2008). doi:10.2174/138161208783330790. PMID 18220817.
31. 1 2  “TRPV1 channels mediate long-term depression at synapses on hippocampal interneurons”. Neuron 57 (5):  746–759. (March 2008). doi:10.1016/j.neuron.2007.12.027. PMC 2698707. PMID 18341994.
32. ↑  “Primary afferent activation of thermosensitive TRPV1 triggers asynchronous glutamate release at central neurons”. Neuron 65 (5):  657–669. (March 2010). doi:10.1016/j.neuron.2010.02.017. PMC 2837850. PMID 20223201.
33. ↑  “Structural determinant of TRPV1 desensitization interacts with calmodulin”. Proceedings of the National Academy of Sciences of the United States of America 100 (13):  8002–8006. (June 2003). Bibcode: 2003PNAS..100.8002N. doi:10.1073/pnas.1337252100. PMC 164702. PMID 12808128.
34. 1 2  “Regulated exocytosis contributes to protein kinase C potentiation of vanilloid receptor activity”. The Journal of Biological Chemistry 279 (24):  25665–25672. (June 2004). doi:10.1074/jbc.M311515200. PMID 15066994.
35. 1 2  “Cannabinoid-induced cell death in endometrial cancer cells: involvement of TRPV1 receptors in apoptosis”. Journal of Physiology and Biochemistry 74 (2):  261–272. (May 2018). doi:10.1007/s13105-018-0611-7. PMID 29441458.
36. 1 2  “"TRPV1 is a component of the atrial natriuretic signaling complex, and using orally delivered antagonists, presents a valid therapeutic target in the longitudinal reversal and treatment of cardiac hypertrophy and heart failure"”. Channels 13 (1):  1–16. (December 2019). doi:10.1080/19336950.2018.1547611. PMC 6298697. PMID 30424709.
37. ↑  “Depolarizing responses to capsaicin in a subpopulation of rat dorsal root ganglion cells”. Neuroscience Letters 56 (1):  69–75. (May 1985). doi:10.1016/0304-3940(85)90442-2. PMID 4011050.
38. ↑  “The capsaicin receptor: a heat-activated ion channel in the pain pathway”. Nature 389 (6653):  816–824. (October 1997). Bibcode: 1997Natur.389..816C. doi:10.1038/39807. PMID 9349813.